# Экеблад, Клас младший
Граф Клас Экеблад-младший (30 марта 1708, Эльбинг — 9 октября 1771, Стокгольм) — шведский политический и государственный деятель, канслипрезидент (премьер-министр) Швеции (5 февраля 1761—12 августа 1765 и 3 мая 1769—9 октября 1771), Риксмаршал (1750 — 1761). дипломат.

## Биография

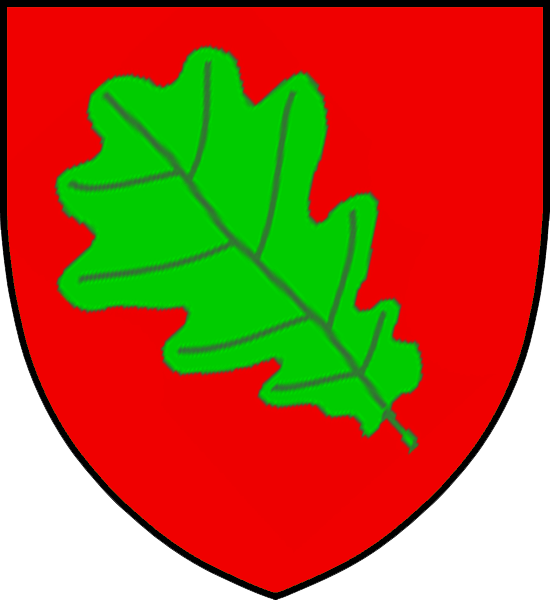
Герб Экеблада

Сын графа генерал-майора Класа Юханссона Экеблада старшего. Супруг Евы Экеблад.
Образование получил в университетах Уппсалы и Або.
В 1726 году начал карьеру на государственной службе в качестве сотрудника Национального архива . В 1728 году стал канцлером Кансликоллегии.  Во время партийной борьбы, бушевавшей в 1730-х годах, он, как и большинство молодых дворян, примкнул к Партии «шляп». 
Избирался в риксдаг в 1738–1739 годах. В 1742-1744 годах работал послом  Швеции во Франции.
В 1761—1765 годах — Председатель Риксрода - Шведского королевского совета, а затем с 1769 по 1771 годы.
Ректор Академии Турку в 1725–1726 годах. Член Шведской королевской академии наук.

## Дети
- Клаас Юлиус Экеблад (1742–1808)
- Фредрика Ульрика Экеблад (1745–1771)
- Хедвиг Катарина (1746–1812)
- Ева Магдалена (1747–1824)
- Беата Шарлотта (1748–1771)
- Агнета София (1750–1824)
- Эбба Мария (1752–1839)
- Брита Ловиса (1754–1755)